# Concentració Republicana
Concentració Republicana va ser una candidatura republicana de centre de les Illes Balears que es va presentar a les eleccions generals de juny de 1931, presentant Antoni Pou Reus com a candidat.
La candidatura va obtenir 10.891 vots i no va aconseguir cap escó. Pocs mesos després, l'octubre de 1931 es va presentar a les eleccions complementàries per ocupar un escó a Madrid. En les condicions provocades pel triomf republicà, va rebre un cert suport dels sectors de la dreta tradicional, enquadrats encara dins la xarxa caciquista insular. Amb tot i això aquest suport va ser insuficient i els resultats globals de les Balears donaren com a guanyador Francesc Carreras, que representava la coalició republicano-socialista.